# Tianyulong
Ne doit pas être confondu avec le dinosaure dromaeosauridé Tianyuraptor.
Tianyulong confuciusi
Genre
Espèce
Tianyulong est un genre éteint de petits dinosaures ornithischiens du clade des Pachycephalosauria, retrouvé en Chine, connu pour être un dinosaure ayant pu être porteur de « plumes » primitives.
La seule espèce connue est Tianyulong confuciusi. Ses restes ont été découverts dans le comté de Jianchang, dans l'ouest de la province de Liaoning, en Chine, dans la Formation de Tiaojishan, datée à cheval sur le Jurassique moyen et supérieur, du Bathonien à l'Oxfordien, soit il y a environ entre 168,2 à 154,8 millions d'années(Ma). L'holotype de l'espèce est conservé dans le musée de la nature de Shandong Tianyu, situé dans le xian de Pingyi.

## Description

Dessins des crânes de deux hétérodontosauridés : Heterodontosaurus (A) et Tianyulong (B).

L'holotype est constitué d'un squelette incomplet où sont préservés une partie du crâne et de la mandibule, une partie des vertèbres présacrées, les vertèbres caudales moyennes et proximales, l'omoplate droite presque complète, les deux humérus, l'extrémité proximale du cubitus gauche, une partie du pubis, les deux ischions, les deux fémurs, le tibia, le péroné et le pied droit, ainsi que les vestiges de longues et singulières structures filamenteuses cutanées non ramifiées.
Il s'agit d'un spécimen presque adulte qui devait mesurer 70 centimètres de longueur sur la base des proportions du genre voisin Heterodontosaurus d'Afrique du Sud.
Il est remarquable par la rangée de longues structures filamenteuses cutanées apparentes sur le dos, le cou et la queue. La ressemblance de ces structures avec celles de certains Theropoda suggère leur similitude avec des plumes et soulève la possibilité que les premiers dinosaures et leurs ancêtres aient été recouverts de filaments analogues qui peuvent être considérés comme des plumes primitives (proto-plumes).

## Classification
En 2012, Paul Sereno propose le cladogramme suivant pour les Heterodontosauridae dans laquelle Tianyulong est placé en position basale :
|  | Echinodon  |
|  |            |
|  | Fruitadens |
|  |            |
|  | Tianyulong |
|  |            |

|  | Pegomastax |
|  |            |
|  | Manidens   |
|  |            |

|  | Abrictosaurus     |
|  |                   |
|  | Heterodontosaurus |
|  |                   |

|  | Pegomastax |
|  |            |
|  | Manidens   |
|  |            |

|  | Abrictosaurus     |
|  |                   |
|  | Heterodontosaurus |
|  |                   |

|  | Pegomastax |
|  |            |
|  | Manidens   |
|  |            |

|  | Abrictosaurus     |
|  |                   |
|  | Heterodontosaurus |
|  |                   |

|  | Pegomastax |
|  |            |
|  | Manidens   |
|  |            |

|  | Abrictosaurus     |
|  |                   |
|  | Heterodontosaurus |
|  |                   |

|  | Echinodon  |
|  |            |
|  | Fruitadens |
|  |            |
|  | Tianyulong |
|  |            |

|  | Pegomastax |
|  |            |
|  | Manidens   |
|  |            |

|  | Abrictosaurus     |
|  |                   |
|  | Heterodontosaurus |
|  |                   |

|  | Pegomastax |
|  |            |
|  | Manidens   |
|  |            |

|  | Abrictosaurus     |
|  |                   |
|  | Heterodontosaurus |
|  |                   |

|  | Pegomastax |
|  |            |
|  | Manidens   |
|  |            |

|  | Abrictosaurus     |
|  |                   |
|  | Heterodontosaurus |
|  |                   |

|  | Pegomastax |
|  |            |
|  | Manidens   |
|  |            |

|  | Abrictosaurus     |
|  |                   |
|  | Heterodontosaurus |
|  |                   |

En 2020, P.-E. Dieudonné et al. ont classé Tianyulong dans les Pachycephalosauria,,.